# Konstsim vid världsmästerskapen i simsport 2022 – Fritt program mixat par
Det fria programmet för mixade par vid världsmästerskapen i simsport 2022 avgjordes mellan den 18 och 20 juni 2022 i Szechy Pool i Budapest i Ungern.

## Resultat
Försöksheatet startade den 24 juni klockan 10:00. Finalen startade den 25 juni klockan 13:30.
Grön bakgrund betyder att konstsimmaren gick vidare till finalen
| Placering | Nation      | Simmare                                  | Försöksheat | Försöksheat | Final   | Final     |
| Placering | Nation      | Simmare                                  | Poäng       | Placering   | Poäng   | Placering |
| --------- | ----------- | ---------------------------------------- | ----------- | ----------- | ------- | --------- |
| 1         | Italien     | Giorgio Minisini Lucrezia Ruggiero       | 90,5000     | 1           | 90,9667 | 1         |
| 2         | Japan       | Tomoka Sato Yotaro Sato                  | 88,9000     | 2           | 89,7333 | 2         |
| 3         | Kina        | Shi Haoyu Zhang Yiyao                    | 87,8333     | 3           | 88,4000 | 3         |
| 4         | Spanien     | Emma García Pau Ribes                    | 86,1667     | 4           | 87,1333 | 4         |
| 5         | USA         | Claudia Coletti Kenneth Gaudet           | 83,6000     | 5           | 85,2000 | 5         |
| 6         | Colombia    | Jennifer Cerquera Gustavo Sánchez        | 81,4667     | 6           | 83,0667 | 6         |
| 7         | Kazakstan   | Eduard Kim Zhaklin Yakimova              | 80,3000     | 7           | 82,3000 | 7         |
| 8         | Brasilien   | Fabiano Ferreira Gabriela Regly          | 77,2333     | 8           | 78,7667 | 8         |
| 9         | Slovakien   | Jozef Solymosy Silvia Solymosyová        | 73,8333     | 9           | 75,1000 | 9         |
| 10        | Thailand    | Kantinan Adisaisiributr Voranan Toomchay | 67,4333     | 10          | 68,1333 | 10        |
| 11        | Puerto Rico | Javier Ruisanchez Nicolle Torrens        | 66,4000     | 11          | 65,7000 | 11        |
| 12        | Kuba        | Andy Avila Carelys Valdes                | 64,5333     | 12          | 64,6333 | 12        |
| 13        | Sydafrika   | Laura Strugnell Ayrton Sweeney           | 63,6000     | 13          |         |           |